# Escoles Velles de Martorell
Les Escoles Velles de Martorell és un habitatge de Maçanet de la Selva (Selva) que forma part de l'Inventari del Patrimoni Arquitectònic de Catalunya.

## Descripció
Escoles edificades dins la propietat del Mas Can Reig. Edifici de planta rectangular; consta de dues plantes, és a dir planta baixa i primer pis. La façana principal presenta una porta i dues finestres rectangulars, mentre que en el vessant longitudinal trobem quatre obertures. En totes les obertures s'observa predomini i preponderància d'emmarcarment motllurat i tipologia rectangular. Finalment, cal apuntar que hi ha dos tipus d'arrebossat: per una banda, és rugós en la part inferior de l'edifici, assumint una alçada d'aproximadament un metre i mig; mentre que per l'altra, és allisat en tota la part superior. El coronament o teulada de l'edifici és projectat amb coberta a quatre aigües.

## Història
Edifici construït l'any 1921 segons projecte de l'arquitecte Bonaventura Conill i finançat amb l'aportació i treball voluntari dels veïns. Les escoles varen ser inaugurades l'any 1923 i tancades l'any 1965. Després del tancament de l'escola l'edifici i els terrenys varen tornar a quedar agregats al mas Can Reig pels drets que els propietaris d'aquest tenien com a propietaris dels terrenys cedits per a la construcció de l'edifici (en la subhasta pública la família propietària tenia dret de compra). Actualment (2005) la casa i l'escola són utilitzades com a segona residència. Com hem dit anteriorment, les escoles varen ser edificades dins dels terrenys del Mas Can Reig, la qual es tracta d'una masoveria de la propietat de Buscastell que sempre ha anat lligada des de la seva construcció a l'esmentada família. A mitjans dels anys vuitanta, el propietari era Josep Maria Tusel, i tots els seus propietaris antics, són els esmentats a la casa pairal de Buscastell.
Dintre de la propietat s'hi va edificar l'escola, la qual va ser inaugurada pel batlle de Maçanet, Sr. Joan Brossa, l'any 1923, amb 36 alumnes, i amb els temps havia arribat fins al nombre de 50. Era una escola mixta i amb una sola mestra, la senyoreta Coloma Avellà Miró, que hi exercí durant 33 anys, i en els últims temps es va fer càrrec de l'ensenyament el Sr. Rector de la parròquia, mossèn Conrad Ruhí. Acabà el funcionament d'aquesta escola, l'any 1965, i l'edifici i el terreny va tornar a quedar agregat al mateix mas, per compra a subhasta a l'Ajuntament de Maçanet. De sortir dues ofertes iguals, quedava per Josep Maria Tusell, per drets que tenia la família anteriorment propietària i donant del terreny. Té una extensió de cinc vessanes de cultiu i quinze de bosc.